# Zinksärge für die Goldjungen
Zinksärge für die Goldjungen ist ein deutsch-italienischer Kriminal-, Gangster- und Actionfilm aus dem Jahre 1973 von Jürgen Roland.

## Handlung
Hamburg, zu Beginn der 1970er Jahre. Otto Westermann kontrolliert mit seiner Bande das Glücksspiel und die Prostitution in der Hansestadt. Darüber hinaus macht er ein einträgliches Geschäft mit Schutzgelderpressungen.
Westermann erhält Konkurrenz durch einen Mafiapaten, der mit der Queen Elizabeth im Hamburger Hafen einläuft. Es handelt sich um den aus Chicago stammenden, italo-amerikanischen Unterweltboss Luca Messina in Begleitung mehrere seiner Männer, seiner Tochter Sylvia, seiner Mutter und seiner Geliebten Kate. Der Gangsterboss schwört: „Ich will in dieser Stadt kein Gastspiel geben, ich will sie übernehmen!“
Zwischen Messina und Westermann gibt es rasch massive Konflikte. Messina mischt sich mit seinen Männern gezielt in Westermanns Geschäfte ein, droht und bootet aus, verlangt sogar 40 Prozent von Westermanns Einnahmen aus dessen illegalen Geschäften und droht mit tödlicher Gewalt. Es kommt zu einem regelrechten Bandenkrieg. Während sich die Schläger und Killer der beiden Gangsterbosse gegenseitig dezimieren, entspinnt sich zwischen Westermanns ältestem Sohn Erik und Sylvia Messina eine Romanze. Messinas Schläger prügeln Eriks jüngeren Bruder Karl zu Tode. Erik und Sylvia begeben sich in höchste Gefahr, als sie die beiden Parteien zur Räson bringen wollen. Doch es ist bereits zu spät, in einem großen Showdown rotten sich die beiden Banden gegenseitig aus, und die Gangsterbosse liefern sich ein tödliches Motorbootrennen im Hamburger Hafen.

## Produktionsnotizen
Zinksärge für die Goldjungen entstand im Sommer 1973 in Hamburg (Außendrehs vor allem im Hafen und in dem Stadtteil Blankenese), der Heimatstadt des Regisseurs und einstigen Polizeireporters Roland. Der Film ist stark von der zu dieser Zeit grassierenden Mafiafilmwelle italienischer und US-amerikanischer Provenienz beeinflusst und hat mit dem Hollywoodschauspieler und erfahrenen Gangsterdarsteller Henry Silva einen adäquaten Interpreten des italo-amerikanischen Gangsterbosses Messina.
Der Streifen erlebte am 30. November 1973 seine Welturaufführung. Am 12. Juli 1974 fand unter dem Titel „Il re della mala“ (Der König des Bösen) die italienische Premiere statt. Diese Fassung war um etwa sieben Minuten kürzer und auch gegenüber der deutschen Fassung verändert. Carlo Infascelli wurde als Ko-Regisseur genannt.
Die Filmbauten wurden von F.-Dieter Bartels entworfen, die Innendrehs erfolgten im Studio Hamburg. Karl Baumgartner sorgte für die pyrotechnischen Spezialeffekte. Zinksärge für die Goldjungen war der letzte Kinofilm Rolands, danach inszenierte er ausschließlich für das Fernsehen.

## Kritiken
Im Handbuch Filme 1971–76 heißt es: „Rüdes Bandenspektakel mit ausgekosteten Gewaltdarstellungen und gleichnishaften Spiegelungsversuchen.“
Auf kino-zeit.de ist anlässlich der DVD-Veröffentlichung vom 9. August 2013 zu lesen: „Es gibt bei Zinksärge für die Goldjungen viel zu lachen, manchmal sogar freiwillig, doch wenn Herbert Fleischmann und Henry Silva, die respektiven Gangsterbosse, auflaufen, zuckt man automatisch zusammen. Diese Typen meinen es verdammt ernst und nur der Herzanfall von Silvas wild gestikulierender Mama kann kurzzeitig einen Hauch Menschlichkeit über die gegerbten Backen treiben. In Hamburg herrscht einfach ein rauhes Klima, selbst wenn ein Großteil des Films in Blankenese spielt. Das mit dem allzu vornehmen Hamburg-Flair ist tatsächlich etwas enttäuschend, wobei aber auch dreckige Garagen, eine schummrige Puffbar und ein Boxring zum Einsatz kommen. Deutlich aufgewertet wird der Film auf jeden Fall am Ende, als eine rasante Verfolgungsjagd Richtung Hafen in eine ebenso rasante Verfolgungsjagd durch die Wasserstraßen der Speicherstadt mündet. Jürgen Roland inszeniert nicht unbedingt elegant, aber auf jeden Fall stramm, und groß genug für dicke Explosionen war das Bankkonto anscheinend auch.“
In der Einschätzung der Online-Filmdatenbank wird vor allem der Unterschied zwischen der deutschen und der italienischen Fassung herausgearbeitet: „Teilweise mutet die Art, wie die von Jürgen Roland ursprünglich gewählte Szenenreihenfolge in der italienischen Fassung ummontiert wurde, abenteuerlich an. Die Szene mit dem Brandanschlag auf den Striptease-Club zeigt „Il re della mala“ schon im Vorspann, womit die Gewalttätigkeit der deutschen Gang früh betont werden sollte, und Westermanns Plan, die eigenen Überfälle und Hinrichtungen der Italo-Gang in die Schuhe zu schieben, erfolgt hier als unmittelbare Reaktion auf Messinas Übernahmeversuch. In der deutschen Fassung löst erst der Mord an seinem Sohn Karl diese Konsequenzen aus, was sein Verhalten im Auge des Zuschauers stärker legitimierte. Der italienische Schnitt versuchte so, das Verhältnis zwischen den Banden ausgewogener zu gestalten – eine notwendige Maßnahme, da Silva in seiner Rolle wesentlich kompromissloser auftrat als Fleischmann. Trotz dieser Unterschiede zwischen den Fassungen, die von der Anpassung an den jeweiligen Markt geprägt sind, ändern dieser Details nichts an der grundsätzlichen Aussage eines Films, der konsequent und ohne zu beschönigen die Folgen einer ungebremsten Gewaltspirale zeigt, rasant inszeniert ist und bis zum Schluss hochspannend bleibt – getragen von zwei überzeugend agierenden Protagonisten.“